# Parmularia porteae
Parmularia porteae är en lavart som beskrevs av Bat. 1951. Parmularia porteae ingår i släktet Parmularia och familjen Parmulariaceae.   Inga underarter finns listade i Catalogue of Life.